# 王珉 (嘉靖進士)
王珉（1509年—？），字玉中，直隸真定府深州人，軍籍，明朝政治人物。

## 生平
嘉靖十年（1531年）辛卯科順天府鄉試第九十六名舉人。嘉靖十四年（1535年）中式乙未科會試第三百二十名，登第二甲第三十七名進士。

## 家族
曾祖王政；祖父王銓；父王思義，曾任義官。母孟氏。重庆下。